# Cercotrichas leucophrys
Cercotrichas leucophrys е вид птица от семейство Мухоловкови (Muscicapidae).

## Разпространение
Видът е разпространен в Африка на юг от Сахара, особено в Източна и Южна Африка.